# Ḑ
Cette page contient des caractères spéciaux ou non latins. S’ils s’affichent mal (▯, ?, etc.), consultez la page d’aide Unicode.
Lettres similaires : D̦·d̦
Ḑ, ou D cédille, est un graphème utilisé dans la translittération de l'alphabet arabe. Il s'agit de la lettre D diacritée d'une cédille.
Pour des raisons techniques historiques de codage informatique du D cédille, celui-ci est utilisé dans l'écriture du live pour représenter le D virgule souscrite ‹ D̦ › et sa cédille est représentée par un trait ressemblant à une virgule souscrite dans les fontes adaptées au live.

## Utilisation

D cédille minuscule : à gauche, la forme avec la cédille classique utilisée dans la romanisation GENUNG ; et à droite la forme avec une cédille comme une virgule souscrite utilisée en live.

### Live
Le D cédille ‹ ḑ › est utilisé en live pour représenter le D virgule souscrite ‹ d̦ › et retranscrit la consonne occlusive palatale voisée /ɟ/. Sa forme en live est identique au D virgule souscrite, sa cédille est une virgule souscrite.

### Roumain
En roumain, le Ḑ (D cédille) a été utilisé au XIXe siècle dans l’alphabet de transition (lorsque la langue est passée de l’alphabet cyrillique à l’alphabet latin), ou est encore parfois utilisé, en substitution au D̦ (D virgule souscrite) qui n'est pas toujours disponible. Il transcrit la lettre cyrillique ‹ ѕ ›, aujourd’hui écrit ‹ dz › avec l’alphabet latin, représentant le phonème /d͡z/ ou un passage du d au z, devant un i (dia (latin) : ziua (roumain), brad (sapin au singulier) : brazi (sapins).

### Translittération de l'alphabet arabe
Le ḑ est utilisé dans la translittération de l'alphabet arabe du Groupe d'experts des Nations unies pour les noms géographiques (GENUNG) pour la lettre arabe ض (ḍād) représentant la consonne occlusive alvéolaire voisée pharyngalisée /dˤ/, cependant la lettre ḍ (d point souscrit) est plus fréquemment utilisée dans la translittération de l'alphabet arabe.

## Représentations informatiques
Le D cédille peut être représenté avec les caractères Unicode suivants :
- précomposé (Latin étendu additionnel)[2] :

| formes    | représentations | chaînes de caractères | points de code | descriptions                      |
| --------- | --------------- | --------------------- | -------------- | --------------------------------- |
| capitale  | Ḑ               | Ḑ                     | U+1E10         | lettre majuscule latine d cédille |
| minuscule | ḑ               | ḑ                     | U+1E11         | lettre minuscule latine d cédille |

- décomposé (latin de base, diacritiques) :

| formes    | représentations | chaînes de caractères | points de code | descriptions                                  |
| --------- | --------------- | --------------------- | -------------- | --------------------------------------------- |
| capitale  | Ḑ               | D◌̧                    | U+0044 U+0327  | lettre majuscule latine d diacritique cédille |
| minuscule | ḑ               | d◌̧                    | U+0064 U+0327  | lettre minuscule latine d diacritique cédille |